# Reprezentacja Bułgarii w piłce ręcznej mężczyzn
Reprezentacja Bułgarii w piłce ręcznej mężczyzn – narodowy zespół piłkarzy ręcznych Bułgarii. Reprezentuje swój kraj w rozgrywkach międzynarodowych. Dotychczas tylko dwukrotnie udało mu się wziąć udział w finałach wielkiej imprezy – było to na mistrzostwach świata w 1974 oraz 1978 roku.

## Turnieje

### Udział wmistrzostwach świata
| Rok  | Kwalifikacje            | Wynik                   | Źródło |
| ---- | ----------------------- | ----------------------- | ------ |
| 1938 | Nie zakwalifikowała się | Nie zakwalifikowała się |        |
| 1954 | Nie zakwalifikowała się | Nie zakwalifikowała się |        |
| 1958 | Nie zakwalifikowała się | Nie zakwalifikowała się |        |
| 1961 | Nie zakwalifikowała się | Nie zakwalifikowała się |        |
| 1964 | Nie zakwalifikowała się | Nie zakwalifikowała się |        |
| 1967 | Nie zakwalifikowała się | Nie zakwalifikowała się |        |
| 1970 | Nie zakwalifikowała się | Nie zakwalifikowała się |        |
| 1974 | Awans                   | 11.                     |        |
| 1978 | Awans                   | 14.                     |        |
| 1982 | Nie zakwalifikowała się | Nie zakwalifikowała się |        |
| 1986 | Nie zakwalifikowała się | Nie zakwalifikowała się |        |
| 1990 | Nie zakwalifikowała się | Nie zakwalifikowała się |        |
| 1993 | Nie zakwalifikowała się | Nie zakwalifikowała się |        |
| 1995 | Nie zakwalifikowała się | Nie zakwalifikowała się |        |
| 1997 | Nie zakwalifikowała się | Nie zakwalifikowała się |        |
| 1999 | Nie zakwalifikowała się | Nie zakwalifikowała się |        |
| 2001 | Nie zakwalifikowała się | Nie zakwalifikowała się |        |
| 2003 | Nie zakwalifikowała się | Nie zakwalifikowała się |        |
| 2005 | Nie zakwalifikowała się | Nie zakwalifikowała się |        |
| 2007 | Nie zakwalifikowała się | Nie zakwalifikowała się |        |
| 2009 | Nie zakwalifikowała się | Nie zakwalifikowała się |        |
| 2011 | Nie zakwalifikowała się | Nie zakwalifikowała się |        |
| 2013 | Nie zakwalifikowała się | Nie zakwalifikowała się |        |
| 2015 | Nie zakwalifikowała się | Nie zakwalifikowała się |        |
| 2017 | Nie zakwalifikowała się | Nie zakwalifikowała się |        |
| 2019 | Nie zakwalifikowała się | Nie zakwalifikowała się |        |
| 2021 | Nie zakwalifikowała się | Nie zakwalifikowała się |        |
| 2023 | Nie zakwalifikowała się | Nie zakwalifikowała się |        |
| 2025 |                         |                         |        |
| 2027 |                         |                         |        |